# Nicke Liedfeld
Nestor Nicanor Liedfeld, född 6 december 1885 i Vilhelmina, död 6 november 1937 i Stockholm var en svensk bankman.

## Biografi
Efter realskoleexamen 1909 utbildade Nicanor Liedfeld sig vid ett handelsinstitut samma år. Han var anställd i Stockholms enskilda bank 1910-12 och i Sveriges privata centralbank 1912-17. År 1917 blev han intendent i Skandinaviska Kreditaktiebolaget där han stannade till sin död 1937. Han stiftade bankmannasällskapet i Stockholm och var även ordförande där 1922–27.
Han skrev flera noveller och uppsatser i olika kalendrar och tidskrifter, ofta under pseudonym t.ex. Carex, Johan Wolgsjö.
Han var även sekreterare i stiftelsen Musikkulturens främjande 1920–27.
Han medverkade även som skådespelare i filmen Där fyren blinkar från 1924 under namnet Nicke Liedfeld.

## Skrifter
- Tjärbloss. Dikter på försök av Johan Wolgsjö [pseud.]. –- Stockholm, 1923. http://libris.kb.se/bib/1484589

## Filmografi
- 1924 – Där fyren blinkar